# フィリップモリス
フィリップモリス（英語: Philip Morris International Inc.）は、アメリカ合衆国コネチカット州スタンフォードに登記上の本社を置き、スイスのローザンヌに統括本部を置く、世界最大のたばこメーカー。日本法人のフィリップ モリス ジャパン合同会社は、東京都千代田区永田町に位置している山王パークタワーに構える。

## 概要
主要な銘柄に「ラーク」(一部は旧︰フィリップモリス)、「マールボロ」（日本ではJTが2005年4月末までライセンス生産）、「バージニア・エス（旧：バージニア・スリム）」「パーラメント」などがある。「マールボロ」はF1、WRCなどのモータースポーツのスポンサーとしても有名である。略称はPM。

## 歴史
同社の起源は、1847年にロンドンのボンド・ストリートでフィリップ・モリスが開業した1軒の煙草屋である。モリスはこの店で刻みタバコや紙巻きタバコを売っていたが、後に自分でタバコを製造するようになった。1881年、モリスの息子のレオポルド・モリスがジョセフ・グルーネバウムとともに"Philip Morris & Company and Grunebaum Ltd"を設立した。この会社は1885年に"Philip Morris & Co. Ltd."に改称した。
1894年、ウィリアム・カーティス・トムソン一家により買収され、1902年にアメリカ合衆国のニューヨークで法人化された。1919年、バージニア州で法人化され、"Philip Morris & Co. Ltd., Inc."となった。
2005年初頭から一部銘柄でアメリカからドイツへの製造移管が始まり、国内部門と海外部門が分割された。2007年11月頃に、マールボロ（アイスミント以降の新商品は最初からEU製）を除く全銘柄でスイスやドイツ、オランダへの製造移管が完了した。2009年3月頃に、最後に残ったマールボロの基本銘柄に関してもスイスやオランダへの製造移管が完了している。
2010年に全73銘柄1箱当たり20円の値上げを財務省に申請し、財務省は3月に申請どおり全73銘柄の値上げを認可した。しかしフィリップモリスが申請撤回を申し出、4月に認められた。値上げ申請が認められてから撤回した初の事案である。
マールボロの一部、フィリップモリス、ネクスト、メリットなどフィリップモリス社の一部のたばこのパッケージの表面には、2頭の馬とフィリップ・モリスのイニシャルのイニシャル・「PM」の楕円形を挟んだロゴの下の記した、「veni,vidi,vici」（ラテン語で「来た、見た、勝った」の由来はユリウス・カエサルがローマの元老院に送った、自軍の勝利を知らせる手紙の文面）の文字が入った構図のエンブレムが印刷されている。
2017年、紙巻きたばこから将来的には撤退する方針を明らかにした。
2022年、 スウェーデンの嗅ぎたばこ会社スウェディッシュ・マッチを買収。

## フィリップモリス・ジャパン製品

### 現行販売ブランド
- 銘柄数 79銘柄 （2014年10月27日現在）
- ブランド数 6ブランド（2014年10月27日現在）

| ブランド名       | 国内販売開始年 | 現行銘柄数 | 廃止銘柄数 | 備考                                                   |
| ---------------- | -------------- | ---------- | ---------- | ------------------------------------------------------ |
| マールボロ       | 2005年         | 25         | 19         | 1973年9月～2005年4月まではJTのライセンス生産により販売 |
| ラーク           | 1964年         | 35         | 20         | うち8銘柄は旧フィリップモリスのブランド変更品          |
| パーラメント     | 1973年         | 8          | 5          |                                                        |
| バージニア・エス | 1983年         | 7          | 10         | 旧名（1983年～2010年9月）：バージニア・スリム          |
| ネクスト         | 1992年         | 2          | 3          |                                                        |
| ベーシック       | 2006年         | 2          | 2          |                                                        |

### 加熱式たばこ喫煙具
- IQOSシリーズ[6]
- lil HYBRID（韓国・KT&Gとの共同製品）[7]

## 国内販売終了製品

### 国内販売終了ブランド
| ブランド名           | 国内販売開始年 | 国内販売終了年 | 廃止銘柄数 | 備考                                                                       |
| -------------------- | -------------- | -------------- | ---------- | -------------------------------------------------------------------------- |
| チェスターフィールド |                |                |            |                                                                            |
| フィリップモリス     | 1985年         | 2014年         | 14         | ラークブランドに統合され現在はラーク・ブルー・スムース・レーベルとして展開 |
| メリット             | 1992年         | 2013年         | 5          |                                                                            |
| エル&エム            | 1988年         | 2005年         | 2          | 旧L&M社のブランド                                                          |
| イブ                 |                | 1999年         | 1          |                                                                            |
| サラトガ             |                | 1999年         | 1          | 120'sサイズ                                                                |
| オアシス             |                | 2007年         | 2          | 地域限定、デジタルライター専用たばこ                                       |

## 提供番組
- 月9ドラマ（フジテレビ、1987年10月　- 1989年9月）[注 1]
- 月曜ドラマスペシャル（TBS、1989年10月　- 1990年3月）[注 2]
- 金曜ロードショー（日本テレビ、1987年4月 - 1990年3月）[注 3]
- 土曜ワイド劇場（朝日放送・テレビ朝日）
- TBS木曜22時枠
  - いきなり!クライマックス→木曜22時枠ドラマ（第2期）[注 4]
- TBS土曜22時枠
  - 土曜ドラマスペシャル→ドラマチック22→ブロードキャスター